# オルガ・シェプス
オルガ・シェプス（Olga Scheps, 1986年1月4日 - ）は、モスクワ生まれの女性ピアニスト。

## 来歴
ピアニストでケルン音楽大学の教授でもある父親のイリヤ・シェプスにピアノを学び、6歳のときにドイツに移る。ケルン音楽・舞踊大学でパヴェル・ギリロフに師事。12歳のときから演奏活動を行っており、2007年、ルール・ピアノ・フェスティバルでデビューして以来、ドイツの著名な音楽祭に招かれ、ベルリン・フィルハーモニーでのリサイタル他、多くのコンサートを開催。オーケストラとの共演ではシュトゥットガルト放送交響楽団、ミュンヘン交響楽団、ロイヤル・スコティッシュ・ナショナル管弦楽団などと演奏し、室内楽にも積極的に取り組んでいる。2009年5月のルール・ピアノ・フェスティバルでのリサイタルは、フォノフォーラム誌との協力により録音され、「ピアノ・フェスティバル・ルール・エディション」から発売された。デビューCD 「ショパン」は2010年1月にリリースされ、同年10月には「今年の新人」としてエコー・クラシック賞を受賞した。
2015年に『オルガ・シェプス・プレイズ・ショパン』で日本デビュー。
2015年に初来日しリサイタルを開催したほか、東京交響楽団（2016年、2019年）や新日本フィルハーモニー交響楽団（2018年）と共演している。
現在はドイツを中心に活動している。ケルン在住。
演奏活動以外では、2011年以来アウディ およびショパールのブランド大使を務めている。

## ディスコグラフィ
| タイトル                                                         | 発売日         | レーベル       | 備考                                   |
| ---------------------------------------------------------------- | -------------- | -------------- | -------------------------------------- |
| Schubert（シューベルト）                                         | 2012年9月11日  | RCA Red Seal   |                                        |
| Chopin: Piano Concertos No.1 & No.2 （ショパン：ピアノ協奏曲集） | 2014年1月21日  | RCA Red Seal   | 弦楽合奏伴奏版                         |
| Chopin（ショパン・アルバム）                                     | 2015年1月13日  | RCA Red Seal   |                                        |
| Russian Album （ロシアン・アルバム）                             | 2015年1月13日  | RCA Red Seal   |                                        |
| オルガ・シェプス・プレイズ・ショパン                             | 2015年7月22日  | Sony Classical |                                        |
| Vocalise（ヴォカリーズ）                                         | 2015年7月31日  | RCA Red Seal   |                                        |
| Satie （サティ：ピアノ作品集）                                   | 2016年5月13日  | RCA Red Seal   | 日本版は2016年7月27日発売              |
| Tchaikovsky（チャイコフスキー）                                  | 2017年12月1日  | Sony Classical | ピアノ協奏曲第1番他                    |
| メロディ                                                         | 2019年3月8日   | Sony Classical |                                        |
| 100% Scooter - Piano Only                                        | 2017年12月25日 | EDEL           | ドイツのテクノバンドScooterのカバー集  |
| ヴァインベルク: ピアノ五重奏曲 Op.18                             | 2019年11月8日  | Sony Classical |                                        |
| ファミリー                                                       | 2021年11月5日  | Sony Classical |                                        |
| ショパン・ノクターン                                             | 2024年5月10日  | Sony Classical | EP盤、ラファエラ・グロメス（チェロ）と |